# Delagua
Delagua (Bywater en el original inglés) es un lugar ficticio que pertenece al legendarium creado por el escritor británico J. R. R. Tolkien y que aparece en sus novelas El hobbit y El Señor de los Anillos. 

## Geografía
Delagua es un pueblo de la Comarca, situado en la Cuaderna del Oeste, al sudeste de Hobbiton y cerca de la Piedra de las Tres Cuadernas. El arroyo El Agua pasa al norte del pueblo, donde se convierte en un lago, la Laguna Delagua, en el que Samsagaz Gamyi y los hijos del Granjero Coto jugaban cuando eran pequeños. 
El Gran Camino del Este pasa al sur de Delagua y de él parte el Camino de Delagua, que atraviesa el pueblo y Hobbiton para dirigirse luego a Cavada Pequeña.
Delagua es conocida sobre todo por su renombrada taberna, la posada del Dragón Verde, donde en el año 2941 de la Tercera Edad del Sol, Thorin y sus compañeros esperaron a Bilbo Bolsón para iniciar su aventura en la Montaña Solitaria, y donde Hamfast Gamyi solía contar historias a otros Hobbits. Fue destruida durante la ocupación de la Comarca en la Guerra del Anillo.
Durante dicha guerra, la familia Coto era una de las más importantes de Delagua.

## Historia
La historia de Delagua hasta los últimos años de la Tercera Edad es desconocida, aunque probablemente, al igual que en el resto de la Comarca, la vida del pueblo fue bastante tranquila, acorde con la personalidad de sus habitantes.
En el año 3001 T. E., cuando el hobbit Bilbo Bolsón celebró su fiesta de cumpleaños 111, la oficina de correos de Delagua, junto con la de Hobbiton, estaba tan colapsada por la cantidad de invitaciones que tuvieron que contratar a más carteros para la ocasión.
En la Guerra del Anillo, cuando la Comarca fue ocupada por Saruman, Lotho Sacovilla-Bolsón se convirtió en su lugarteniente y estableció su base en Delagua. El pueblo fue destruido en su mayor parte, muchas casas fueron incendiadas, derrumbadas o abandonadas, los árboles fueron talados, y los jardines que descendían hasta la orilla de El Agua fueron descuidados y crecieron malezas.
El 2 de noviembre de 3019 T. E., Frodo Bolsón, Sam Gamyi, Meriadoc Brandigamo y Peregrin Tuk llegaron a Delagua tras su regreso a la Comarca y echaron a los rufianes que ocupaban las ruinas del Dragón Verde. Al día siguiente estalló la Batalla de Delagua, que acabó con la victoria de los hobbits. En el Libro Rojo de la Frontera del Oeste hay un capítulo dedicado a ella, en el que aparece una lista de todos los hobbits participantes, encabezada por los capitanes de la batalla, Merry y Pippin. Poco después Delagua fue reconstruida.